# Nils Blumberg
Nils Blumberg (* 2. Januar 1997 in Berlin) ist ein ehemaliger deutscher Fußballspieler.

## Karriere
Nach seinen Anfängen in der Jugend des Nordberliner SC, der SG Vehlefanz und des SV Rot-Weiß Flatow wechselte er in die Jugendabteilung von Hertha BSC. Dort kam er auch zu seinen ersten Einsätzen im Seniorenbereich in der viertklassigen Regionalliga Nordost bei der Zweitvertretung der Berliner.
Im Sommer 2019 erfolgte sein Wechsel zum Drittligisten Chemnitzer FC. Dort kam er auch zu seinem ersten Einsatz im Profibereich, als er am 28. Juli 2019, dem 2. Spieltag, bei der 2:3-Auswärtsniederlage gegen den FC Viktoria Köln in der 65. Spielminute für Pascal Itter eingewechselt wurde. Am 11. August 2019 kam er in der 1. Hauptrunde des DFB-Pokals zum Einsatz. Blumberg kam in der 116. Spielminute für Paul Milde ins Spiel. Der Chemnitzer FC unterlag hier dem Hamburger SV denkbar knapp mit 7:8 nach Elfmeterschießen. Mit dem Chemnitzer FC gewann er 2020 den Sachsenpokal und konnte so in dem Wettbewerb 2 Einsätze verbuchen.
Im August schloss sich Blumberg Alemannia Aachen an. Seine erste Partie bestritt er kurz darauf im Finalspiel des Mittelrheinpokal 2019/20, welches mit 1:0 gegen den 1. FC Düren verloren ging. Im Januar 2021 erlitt Blumberg einen Kreuzbandriss und fällt seitdem aus. Im Mail 2022 wurde bekannt, dass er seine aktive Laufbahn verletzungsbedingt beenden muss. Sein letztes Spiel bestritt er am 9. Januar 2021 (12. Spieltag), beim 0:0 gegen den SV Straelen. In dieser Partie zog sich Blumberg auch seine Verletzung zu und wurde in der 67. Spielminute für Steven Rakk ausgewechselt.

## Erfolge
- Sieger mit Hertha BSC im DFB-Junioren-Vereinspokal 2014/15
- Sachsenpokal-Sieger: 2020